# Tripklomp

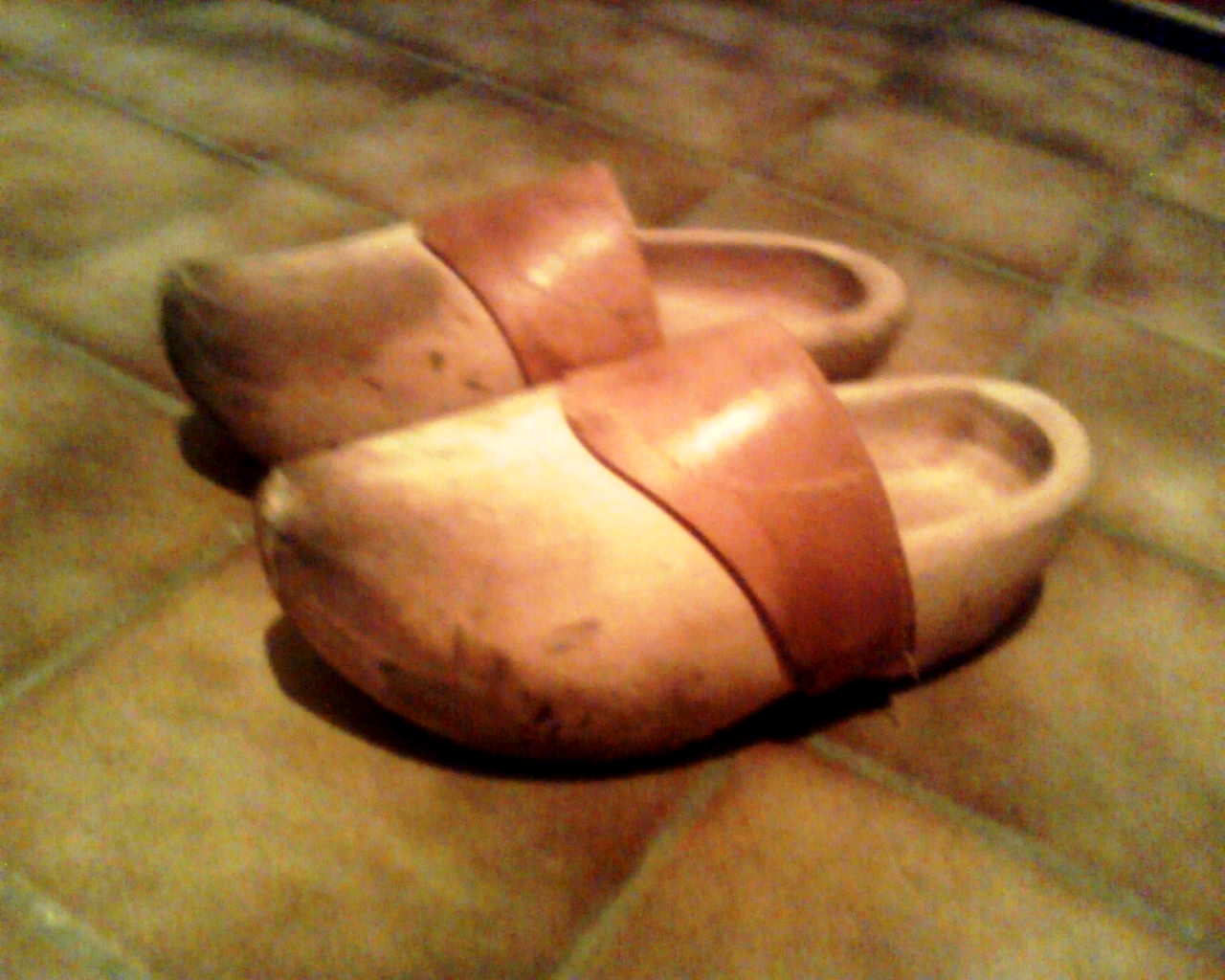
Twentse tripklomp

De tripklomp (ook trippe of tripjes) is een variant van de klomp. Het houten gedeelte over de bovenvoet ontbreekt. In plaats daarvan is een trip, een bandje van leer, aangebracht. Deze trip wordt bij het kopen van de klomp op de juiste maat vastgezet. De klomp is zo veel comfortabeler, en de kans op pijnlijke voeten is gering.
Tegenwoordig komt de tripklomp nog voornamelijk in Groningen en Twente voor, maar vroeger moet het model wijdverbreid zijn geweest, tot in Frankrijk toe. Tripklompen voor vrouwen werden in Frankrijk vaak beschilderd met een roosje en een korenaar, om liefde en vruchtbaarheid aan te duiden. In Wallonië werden tripklompen voor vrouwen ook wel batelière (schipperse) genoemd .
Een 14e-eeuwse variant van de tripklomp bestond uit een houten zool met aan de onderzijde twee verdikkingen op de plaats van de voorvoet en van de hak. De bovenzijde bestond uit een leren kap. Het model lijkt wel op de Zweedse muil. In dezelfde periode bestond ook de trip, een houten zool met aan de bovenzijde twee driehoekige stukjes leer die door een of twee ijzeren pennen werden gesloten.